# Lobva
La Lobva (in russo Лобва?) è un fiume degli Urali settentrionali, affluente di sinistra della Ljalja (bacino idrografico dell'Irtyš). Scorre nell'Oblast' di Sverdlovsk, in Russia.
La sorgente del fiume si trova a sud del villaggio di Kytlym, 8 km a nord-ovest della vetta del Pavdinskij Kamen'. Scorre prevalentemente in direzione sud-orientale. Ha una lunghezza di 222 km, il suo bacino è di 3 250 km². Sfocia nella Ljalja a 72 km dalla foce alcuni chilometri dopo aver attraversato il villaggio di Lobva.